# Чамой Тіп'ясо
Чамой Тіп'ясо ( тай. ชม้อย ทิพย์โส  ; RTGS : Chamoi Thipso ; 27 листопада 1940 року народження) — колишній співробітник Нафтового управління Таїланду. Вона відома тим, що отримала найдовший у світі термін позбавлення волі - її засудили до 141 078 років за участь у пірамідальній схемі, за допомогою якої вона ошукала понад 16 000 тайців і оцінюється в 200-300 мільйонів доларів. 

## Фонд Мей Чамой
Наприкінці 1960-х Тіп'ясо заснувала фінансовий фонд під назвою Mae Chamoy Fund, який виглядав як акція нафти з високою прибутковістю.  Завдяки зв’язкам Тіп'ясо з Військово-повітряними силами та Управлінням нафти, фонд зміг проіснувати надзвичайно довго.  Її зв’язки з військовими були величезним фактором політичної та бізнесової влади, і тому її очевидна військова підтримка зробила цю схему легітимною.
Схема залучила близько 16 231 клієнта і не була закрита до середини 1980-х років. 

## Арешт і тюремне ув'язнення
Фонд мав велику кількість політично потужних інвесторів із військових і навіть королівського дому, і тому лунали заклики до уряду виручити банки та фінансові кошти. Після переговорів з королем Пуміпоном Адульядетом, характер яких не був оприлюднений, Фонд Мей Чамоя був закритий, а  Тіп'ясо  - заарештована. Її таємно тримали повітряні сили протягом кількох днів, і суд над нею відбувся лише після того, як були відшкодовані втрати військовослужбовців та королівського персоналу. 
27 липня 1989 року Тіп'ясо і сім її спільників були засуджені за корпоративне шахрайство. Загалом її засудили до 141 078 років, або довічного ув'язнення, але тайське законодавство на той час вказувало, що максимальне покарання, яке можна було відбути за шахрайство, становило 20 років. Насправді вона відбула лише близько восьми років покарання. 